# Regret to Inform
Regret to Inform är en amerikansk dokumentärfilm från 1998 och är regisserad, skriven och producerad av Barbara Sonneborn.
Filmen var nominerad för en Oscar för bästa dokumentär under Oscarsgalan 1999.

## Rollista
| Xuan Ngoc Nguyen  | – Sig själv |
| Barbara Sonneborn | – Sig själv |

### Fotnoter
1. ↑  ”Regret to Inform”. NY Times. http://movies.nytimes.com/movie/176006/Regret-to-Inform/details. Läst 22 november 2008.